# Nerl (Volga)
Pour les articles homonymes, voir Nerl.
La Nerl (en russe : Нерль) est une rivière de Russie et un affluent de la rive droite de la Volga.

## Géographie
Elle arrose les oblasts de Iaroslavl et de Tver, en Russie.
La rivière est longue de 112 km et son bassin versant s'étend sur 3 270 km2. Elle s'écoule du lac Plechtcheïevo sous le nom de Veksa-Plechtcheïevskaïa et se jette dans la Volga à Skniatino.
La Nerl est gelée de novembre à avril.